# Otto Czarski
Otto Czarski (né le 12 avril 1920, mort le 11 août 2000) est un acteur allemand.

## Biographie
Otto Czarski est principalement acteur de doublage et de pièces radiophoniques à partir des années 1950.

## Filmographie
- 1956 : Tischlein, deck dich
- 1957 : Aufruhr im Schlaraffenland
- 1962 : Genosse Münchhausen (de)
- 1964 : Meine Nichte Susanne (TV)
- 1966 : Lange Beine – lange Finger
- 1967 : La Main de l'épouvante
- 1969 : Der Mann mit dem Glasauge
- 1969 : Zwei ahnungslose Engel (TV)
- 1969 : Ces messieurs aux gilets blancs
- 1976 : Jeder stirbt für sich allein
- 1976 : Verdunkelung (TV)
- 1978 : Der Pfingstausflug (de)
- 1982 : Die Präsidentin (TV)
- 1983 : Die Beine des Elefanten (TV)
- 1983 : Wie im Leben (série télévisée)